# Quarterback titolari dei Seattle Seahawks
Questi quarterback sono partiti come titolari per i Seattle Seahawks della National Football League. Sono inseriti in ordine di data a partire dalla prima partenza come titolari nei Seahawks.

## Quarterback titolari
Lista di tutti i quarterback titolari dei Seattle Seahawks. Il numero tra parentesi indica il numero di gare da titolare giocate nella stagione:

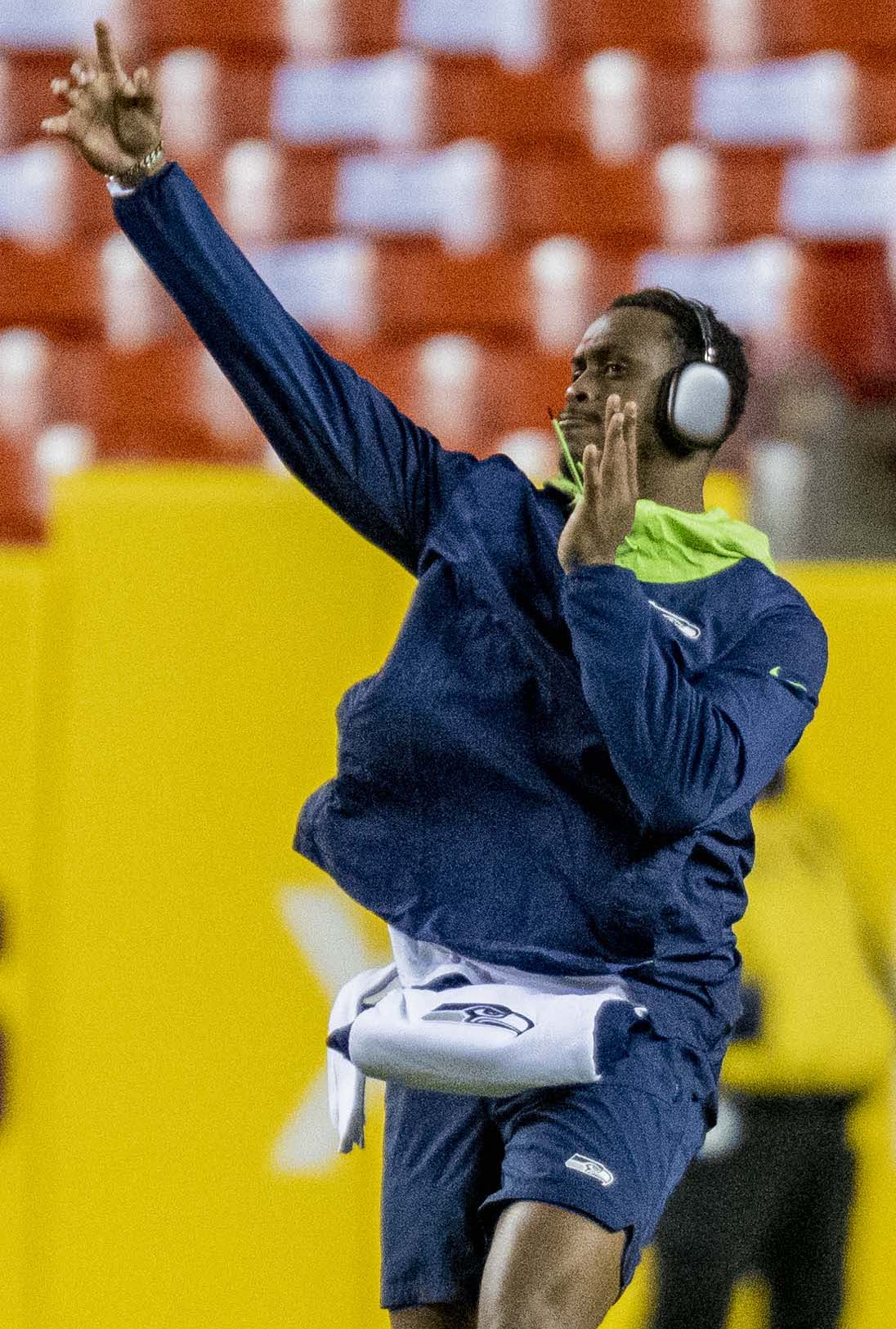
Geno Smith, 2021-presente

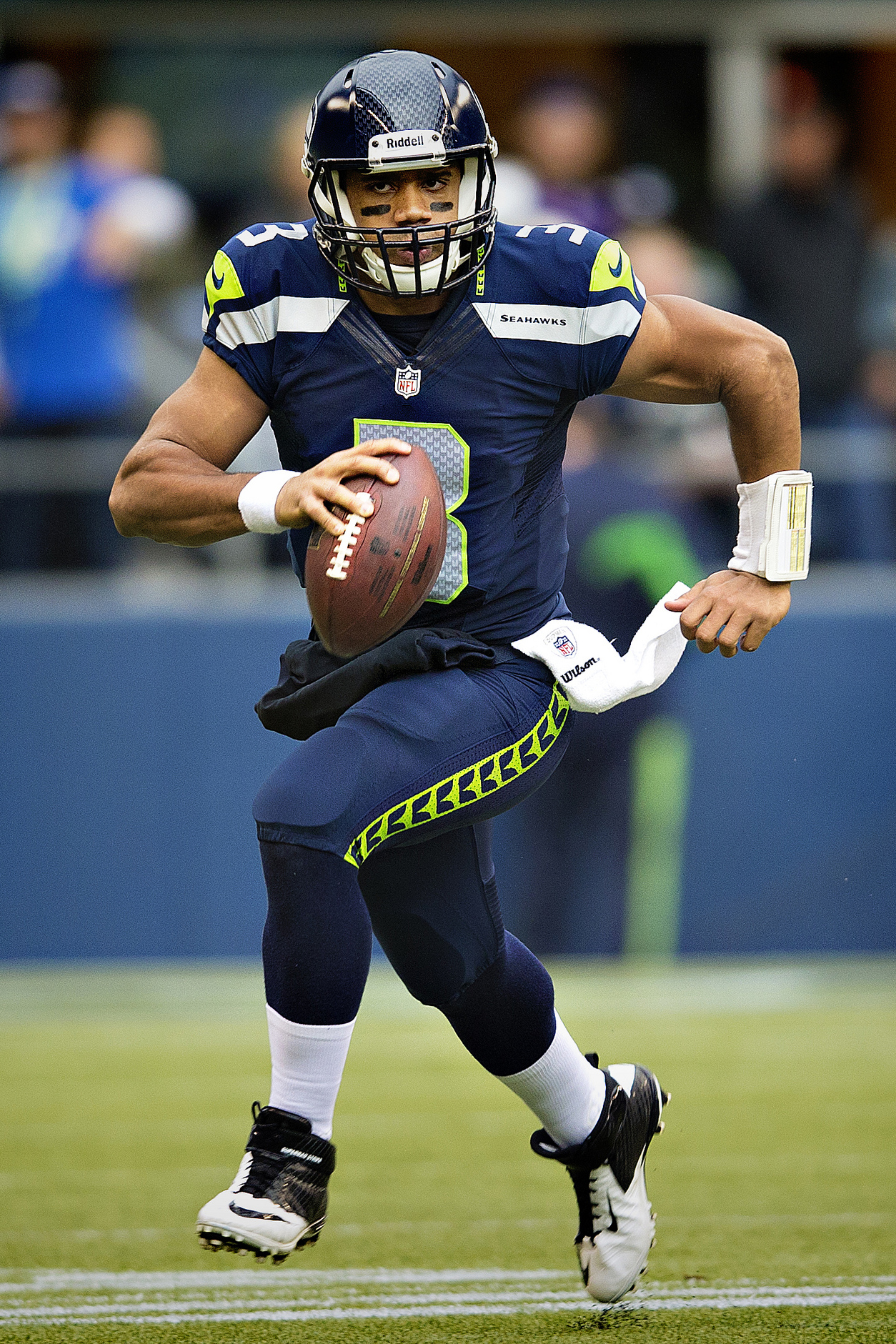
Russel Wilson, 2012-2021

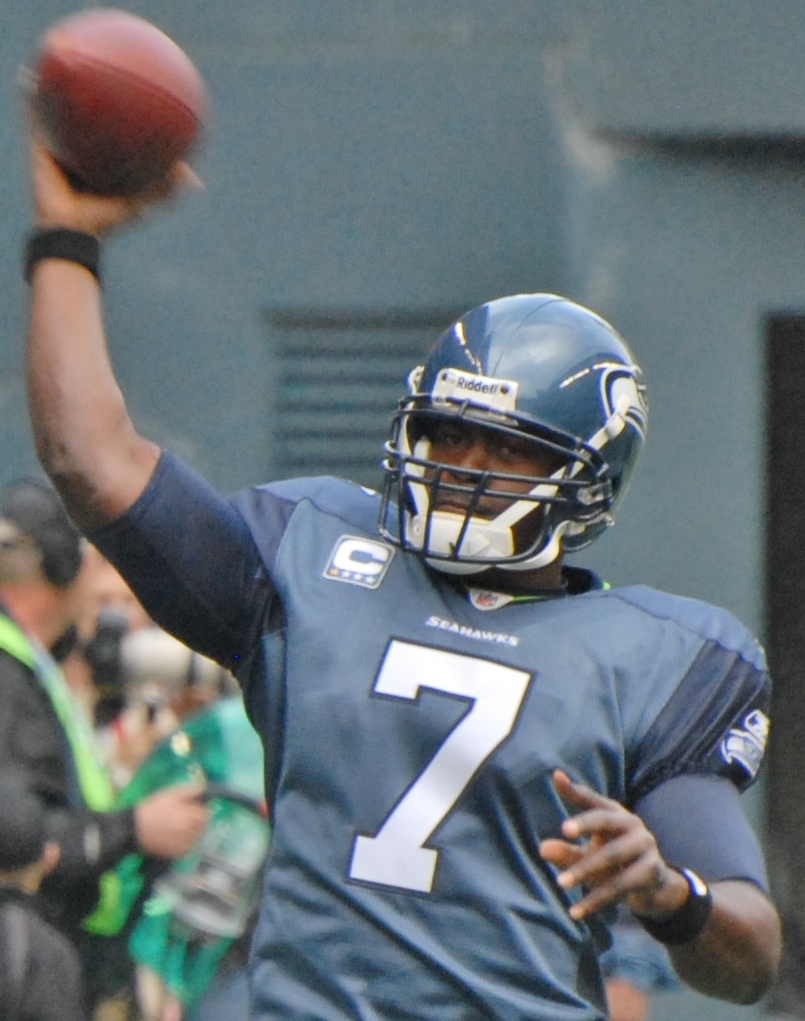
Tarvaris Jackson, 2011

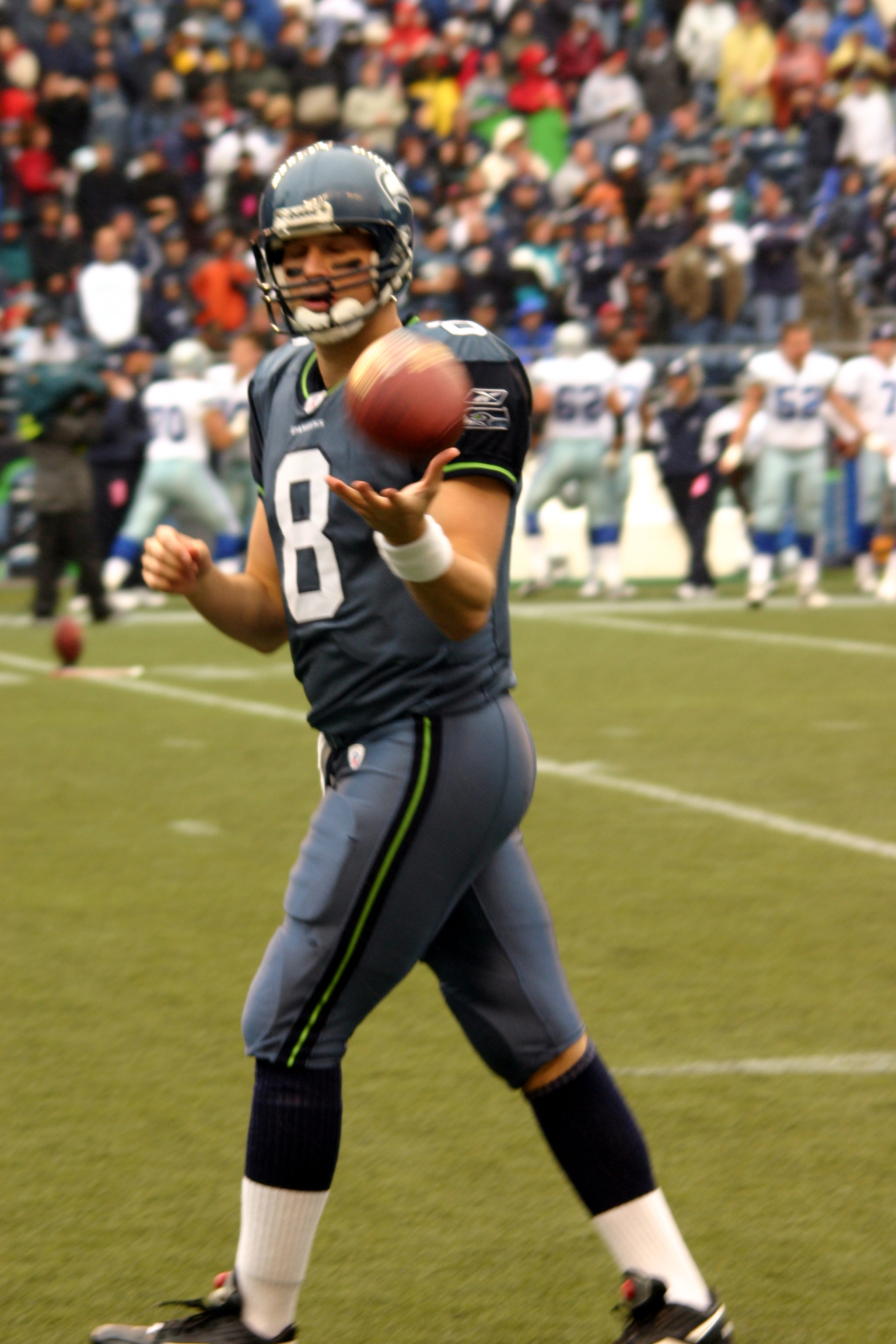
Matt Hasselbeck, 2001-2010

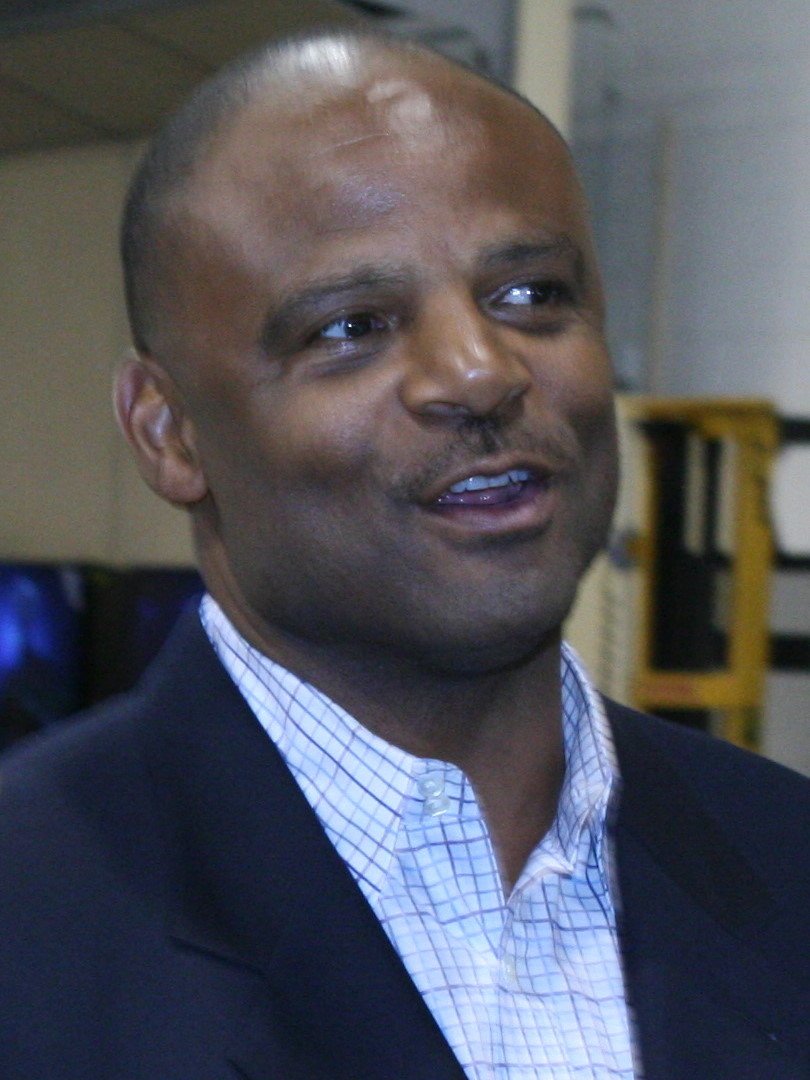
Warren Moon, 1997-1998

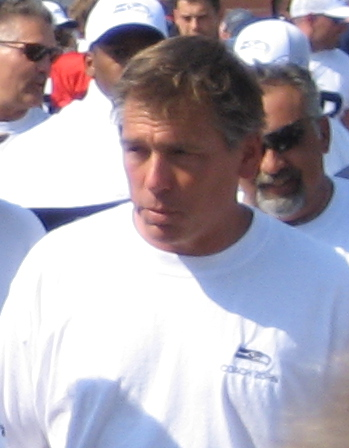
Jim Zorn, 1976-1983

### Stagione regolare
| Quarterback titolari dei Seattle Seahawks |                                                             |        |
| Stagione                                  | Quarterback                                                 | Note   |
| 1976                                      | Jim Zorn (14)                                               | [ 1 ]  |
| 1977                                      | Jim Zorn (10) / Steve Myer (4)                              | [ 2 ]  |
| 1978                                      | Jim Zorn (16)                                               | [ 3 ]  |
| 1979                                      | Jim Zorn (16)                                               | [ 4 ]  |
| 1980                                      | Jim Zorn (16)                                               | [ 5 ]  |
| 1981                                      | Jim Zorn (13) / Dave Krieg (3)                              | [ 6 ]  |
| 1982                                      | Jim Zorn (7) / Dave Krieg (2)                               | [ 7 ]  |
| 1983                                      | Dave Krieg (8) / Jim Zorn (8)                               | [ 8 ]  |
| 1984                                      | Dave Krieg (16)                                             | [ 9 ]  |
| 1985                                      | Dave Krieg (16)                                             | [ 10 ] |
| 1986                                      | Dave Krieg (14) / Gale Gilbert (2)                          | [ 11 ] |
| 1987                                      | Dave Krieg (12) / Bruce Mathison (2) / Jeff Kemp (1)        | [ 12 ] |
| 1988                                      | Dave Krieg (9) / Kelly Stouffer (6) / Jeff Kemp (1)         | [ 13 ] |
| 1989                                      | Dave Krieg (14) / Kelly Stouffer (2)                        | [ 14 ] |
| 1990                                      | Dave Krieg (16)                                             | [ 15 ] |
| 1991                                      | Dave Krieg (9) / Jeff Kemp (5) / Kelly Stouffer (1)         | [ 16 ] |
| 1992                                      | Stan Gelbaugh (8) / Kelly Stouffer (7) / Dan McGwire (1)    | [ 17 ] |
| 1993                                      | Rick Mirer (16)                                             | [ 18 ] |
| 1994                                      | Rick Mirer (13) / Dan McGwire (3)                           | [ 19 ] |
| 1995                                      | Rick Mirer (13) / John Friesz (3)                           | [ 20 ] |
| 1996                                      | Rick Mirer (9) / John Friesz (6) / Stan Gelbaugh (1)        | [ 21 ] |
| 1997                                      | Warren Moon (14) / Jon Kitna (1) / John Friesz (1)          | [ 22 ] |
| 1998                                      | Warren Moon (10) / Jon Kitna (5) / John Friesz (1)          | [ 23 ] |
| 1999                                      | Jon Kitna (15) / Glenn Foley (1)                            | [ 24 ] |
| 2000                                      | Jon Kitna (12) / Brock Huard (4)                            | [ 25 ] |
| 2001                                      | Matt Hasselbeck (12) / Trent Dilfer (4)                     | [ 26 ] |
| 2002                                      | Matt Hasselbeck (10) / Trent Dilfer (6)                     | [ 27 ] |
| 2003                                      | Matt Hasselbeck (16)                                        | [ 28 ] |
| 2004                                      | Matt Hasselbeck (14) / Trent Dilfer (2)                     | [ 29 ] |
| 2005                                      | Matt Hasselbeck (16)                                        | [ 30 ] |
| 2006                                      | Matt Hasselbeck (12) / Seneca Wallace (4)                   | [ 31 ] |
| 2007                                      | Matt Hasselbeck (16)                                        | [ 32 ] |
| 2008                                      | Seneca Wallace (8) / Matt Hasselbeck (7) / Charlie Frye (1) | [ 33 ] |
| 2009                                      | Matt Hasselbeck (14) / Seneca Wallace (2)                   | [ 34 ] |
| 2010                                      | Matt Hasselbeck (14) / Charlie Whitehurst (2)               | [ 35 ] |
| 2011                                      | Tarvaris Jackson (14) / Charlie Whitehurst (2)              | [ 36 ] |
| 2012                                      | Russell Wilson (16)                                         | [ 37 ] |
| 2013                                      | Russell Wilson (16)                                         | [ 38 ] |
| 2014                                      | Russell Wilson (16)                                         | [ 39 ] |
| 2015                                      | Russell Wilson (16)                                         | [ 40 ] |
| 2016                                      | Russell Wilson (16)                                         | [ 41 ] |
| 2017                                      | Russell Wilson (16)                                         | [ 42 ] |
| 2018                                      | Russell Wilson (16)                                         | [ 43 ] |
| 2019                                      | Russell Wilson (16)                                         | [ 44 ] |
| 2020                                      | Russell Wilson (16)                                         | [ 45 ] |
| 2021                                      | Russell Wilson (14) / Geno Smith (3)                        | [ 46 ] |
| 2022                                      | Geno Smith (17)                                             | [ 47 ] |
| 2023                                      | Geno Smith (15) / Drew Lock (2)                             | [ 48 ] |
| 2024                                      | Geno Smith (16)                                             | [ 49 ] |

### Playoff
| Stagione | Quarterback           | Note   |
| -------- | --------------------- | ------ |
| 1983     | Dave Krieg (2–1)      | [ 50 ] |
| 1984     | Dave Krieg (1–1)      | [ 50 ] |
| 1987     | Dave Krieg (0–1)      | [ 50 ] |
| 1988     | Dave Krieg (0–1)      | [ 50 ] |
| 1999     | Jon Kitna (0–1)       | [ 51 ] |
| 2003     | Matt Hasselbeck (0–1) | [ 52 ] |
| 2004     | Matt Hasselbeck (0–1) | [ 52 ] |
| 2005     | Matt Hasselbeck (2–1) | [ 52 ] |
| 2006     | Matt Hasselbeck (1–1) | [ 52 ] |
| 2007     | Matt Hasselbeck (1–1) | [ 52 ] |
| 2010     | Matt Hasselbeck (1–1) | [ 52 ] |
| 2012     | Russell Wilson (1–1)  | [ 53 ] |
| 2013     | Russell Wilson (3–0)  | [ 53 ] |
| 2014     | Russell Wilson (2–1)  | [ 53 ] |
| 2015     | Russell Wilson (1–1)  | [ 53 ] |
| 2016     | Russell Wilson (1–1)  | [ 53 ] |
| 2018     | Russell Wilson (0–1)  | [ 53 ] |
| 2019     | Russell Wilson (1–1)  | [ 53 ] |
| 2020     | Russell Wilson (0–1)  | [ 53 ] |
| 2022     | Geno Smith (0–1)      | [ 54 ] |